# Провулок Топольського (Одеса)
Провулок Топольського — коротка вулиця в Одесі, в історичній частині міста, від вулиці Новосельського до Старопортофранківської.

## Історія
Вперше згадується в 1865 році (Інвалідний провулок). У 1924 році перейменований в провулок Молодих піонерів ім. В. І. Леніна, в 1925 році іменується просто Піонерським, з 1946 року — Менделєєва.
Сучасну назву отримав за рішенням Виконавчого комітету Одеської ради депутатів трудящих № 329 від 5 травня 1965 року на честь льотчика, учасника Великої Вітчизняної війни Героя Радянського Союзу Віталія Тимофійовича Топольського, який загинув 28 серпня 1941 року в повітряному бою під Одесою і похованого в Одесі на Алеї Слави. У провулку встановлено меморіальну дошку.
Значне місце на вулиці займає Державний університет інтелектуальних технологій і зв'язку.

## Відомі жителі
Будинок № 4 — Борис Володимирович Фармаковський (1870—1928) — російський історик мистецтва і археолог, історик античності. Спеціаліст в області античної археології та античного мистецтва. Член-кореспондент Петербурзької академії наук;
Петро Олексійович Лавров (1856—1929) — російський і радянський філолог-славіст, лінгвіст, професор Новоросійського (з 1898), Петербурзького (з 1900) і Пермського (з 1916) університетів, академік АН СРСР (1923, до 1925 — РАН; член кореспондентів Петербурзької АН з 1902).